# Puig del Romaní
Der Puig del Romaní ist ein Gratgipfel auf dem Cap del Pinar im Nordosten Mallorcas, das die Buchten Badia de Pollença und Badia d’Alcúdia voneinander trennt.

## Lage und Umgebung
Die beiden Buchten Badia de Pollença und Badia d’Alcúdia werden durch einen ca. 6 km langen Gebirgszug voneinander getrennt, der im Cap del Pinar endet. 
Der höchste Punkt dieses Gebirgszuges ist der Talaia d’Alcúdia. Weiter niedrigere Graterhebungen sind La Falguera, Puig del Romaní und schließlich der Penya des Migdia. Der höchste Punkt kann teilweise weglos vom Cami des Penya des Migdia aus erreicht werden.